# Георги Груев
 Тази статия е за общественика.  За революционера, вижте Георги Груев (революционер).  
Георги Груев Пройчев е български общественик и просветен деец.

## Биография
Георги Груев е роден на 12 януари 1832 година в Копривщица, тогава в Османската империя. Брат е на Йоаким Груев. Първоначално учи в родния си град при Найден Геров, а след това учи в Пловдив. Заминава за Цариград в 1854 година, където се включва в борбата за българска църковна независимост. Груев е делегат на Пловдивската епархия на Първия църковно-народен събор в Цариград в 1871 година. Влиза в ръководството и е сред основателите на създадената в 1871 година Македонска българска дружина. През 1874 година е избран за председател на новосъздаденото Настоятелство на бедните училища.
Народната комисия, създадена от Българската екзархия, на която начело е Методий Кусев, е в основата на подготвените мемоар с проект за устройството на бъдещата българска автономна област, карта и етнографска статистика, които са представени на пълномощниците на Великите сили на Цариградската конференция (23 декември 1876 - 20 януари 1877 г.). Методий Кусев и Георги Груев оглавяват събирането и обработката на статистическите сведения, които са публикувани като подлистник в цариградския френски вестник „Курие д'Ориан“, а по-късно и като отделна брошура „Етнография на вилаетите Адрианопол, Монастир и Салоника“.
Груев става председател на криминалния отдел при Върховния съд в Пловдив. Георги Груев се ползва с голямо уважение в Пловдив и областта и е избран за председател на Постоянния комитет на Източна Румелия. Заема този пост в периода от 13 октомври 1881 до 11 декември 1882 година.
Умира на 22 декември 1899 г. в Пловдив.
Георги Груев е дядо на близкия сътрудник на цар Борис III Павел Груев.

## Признание
Паметна плоча и чешма в чест на Йоаким, Георги, Веселин и Александър Груеви, дарили на училищното настоятелство през 1910 г. двора си за построяването на Климатичния пансион. Плочата е поставена на източният ограден зид на 12 септември 2018 г. по инициатива на Дирекция на музеите.